# Mariblemma pandani
Genre
Espèce
Synonymes
- Paculla pandani Brignoli, 1978

Statut de conservation UICN

 EN B1ab(iii)+2ab(iii) : En danger
Mariblemma pandani, unique représentant du genre Mariblemma, est une espèce d'araignées aranéomorphes de la famille des Tetrablemmidae.

## Distribution
Cette espèce est endémique des Seychelles.

## Publications originales
- Brignoli, 1978 : Contributions à l'étude de la faune terrestre des îles granitiques de l'archipel des Séchelles (Mission P.L.G. Benoit - J.J. Van Mol 1972). Araneae Tetrablemmidae. Revue de zoologie africaine, vol. 92, p. 431-435.
- Lehtinen, 1981 : Spiders of the Oriental-Australian region. III. Tetrablemmidae, with a world revision. Acta Zoologica Fennica, vol. 162, p. 1-151.